# Витебский станкостроительный завод имени Коминтерна
Витебский станкостроительный завод имени Коминтерна (бел. Віцебскі станкабудаўнічы завод імя Камінтэрна) — бывшее предприятие станкостроительного профиля в Беларуси, в Витебске. 
В 2002 году ликвидировано как самостоятельная организация и присоединено к станкостроительному заводу имени Кирова («Вистан»), начался демонтаж заводских корпусов.

## История
Станкостроительный завод имени Коминтерна основан в 1940 году на базе производственных корпусов чугунолитейно-машиностроительного завода, существовавшего с 1882 года. На момент основания завод входили в состав Главного управления станкостроительной промышленности Народного комиссариата тяжёлого машиностроения СССР.
С началом Великой Отечественной войны основное оборудование завода было вывезено в Саратов. В 1946 году завод восстановлен.
Подчинялся Наркомату тяжёлого машиностроения, с 1946 года — Министерству станкостроения СССР, в 1953—1954 годах — Министерству машиностроения СССР, в 1954—1957 и с 1965 года — Министерству станкостроительной и инструментальной промышленности СССР, в 1957—1965 годах — Совету народного хозяйства БССР. 
В 1966 году завод вошёл в состав «Главточстанкопрома» (Главного управления по производству прецизионных станков), 
в 1975 году — в состав «Союзточстанкопрома» (Всесоюзного промышленного объединения по производству прецизионных станков).   

В 1977 году завод награждён орденом Трудового Красного Знамени.
В 1980-е годы были проведены реконструкция и расширение предприятия.
В начале 1990-х в состав завода входили цеха: кузнечно-заготовительный, литейный, два механических, сборочный, инструментальный, ремонтно-механический, энергетический, а также зуборезный участок.
В 1985—1986 гг. завод перешёл в состав Витебского станкостроительного производственного объединения имени Кирова.  

В 1991 году перешёл в подчинение Госкомитета Республики Беларусь по промышленности и межотраслевым производствам (с 1994 года — Министерство промышленности Республики Беларусь).  

В 2000 году завод преобразован в республиканское унитарное предприятие (РУП).
В мае 2002 года завод был ликвидирован как юридическое лицо. К этому времени на предприятии оставалось около 750 сотрудников; административные корпуса завода сдавались в аренду в качестве офисов.
В 2009 году начался снос производственных корпусов. Первоначально в них планировал разместиться ТЦ «Радзивилл», в 2014 году озвучивались планы перенести в корпуса городской Полоцкий рынок. К 2017 году демонтаж корпусов не был завершён. 
В 2019 году было объявлено, что на месте завода будет построена торговая галерея «Vitebsk Plaza».
В Витебске рабочим завода установлен памятник.

## Продукия
Завод специализировался на производстве зубообрабатывающих станков, в 1996 году выпускал универсальные и специальные зубообрабатывающие полуавтоматы и автоматы для автоматических линий, а также товары народного потребления[какие?]. 
Завод был крупнейшим производителем зубообрабатывающих станков в СССР.